# Gaspar de Lemos
Gaspar de Lemos (det 15. århundrede) var en portugisisk opdagelsesrejsende.
Han var kaptajn på det ene af de to skibe, der deltog i Pedro Álvares Cabrals rejse, hvor man opdagede Brasilien den 22. april 1500.
Han navngav senere den store Guanabara havbugt som Rio de Janeiro, da man første gang observerede bugten den 1. januar 1502.